# USS Neal A. Scott (DE-769)
«Ніл Скотт» (англ. USS Neal A. Scott (DE-769) — військовий корабель, ескортний міноносець типу «Кеннон» військово-морських сил США за часів Другої світової війни.
«Ніл Скотт» був закладений 9 вересня 1943 року на верфі компанії Tampa Shipbuilding Company у Тампі, Флорида, де 28 листопада 1943 року корабель був спущений на воду. 27 грудня 1943 року він увійшов до складу ВМС США.
Ескортний міноносець «Ніл Скотт» брав участь у бойових діях на морі в Другій світовій війні, супроводжував транспортні конвої союзників в Атлантиці. За час війни брав участь у затопленні у взаємодії з іншими протичовновими кораблями німецького підводного човна U-879.
За бойові заслуги, проявлену мужність та стійкість екіпажу в боях «Ніл Скотт» удостоєний бойової зірки, нашивки за участь у бойових діях, медалей «За Європейсько-Африкансько-Близькосхідну», «За Американську кампанії» і Перемоги у Другій світовій війні.

## Історія служби
22 квітня 1945 року американські ескортні міноносці «Ніл Скотт» і «Картер» виявили німецький підводний човен U-518 та затопили його глибинними бомбами з усіма 56 членами екіпажу.